# دارين باربر
دارين باربر هو مجدف كندي، ولد في 26 ديسمبر 1968 في فيكتوريا في كندا.

## وصلات خارجية
- دارين باربر على موقع الاتحاد الدولي للتجديف (الإنجليزية)
- دارين باربر على موقع اللجنة الأولمبية الدولية (الإنجليزية)
- دارين باربر على موقع أوليمبيديا (الإنجليزية)